# Kamienica przy ulicy Karmelickiej 5 w Krakowie
Kamienica przy ulicy Karmelickiej 5 – zabytkowa kamienica znajdująca się w Krakowie, w dzielnicy I przy ulicy Karmelickiej, na Piasku.
Kamienica została wzniesiona w 1884 roku.  W 1931 roku budynek został nadbudowany o trzecie piętro, zgodnie z projektem Henryka Kramkowskiego.
15 października 1990 kamienica została wpisana do rejestru zabytków. Znajduje się także w gminnej ewidencji zabytków.